# Archeohomaloplia kalabi
Archeohomaloplia kalabi (лат.) — вид пластинчатоусых жуков рода Archeohomaloplia из подсемейства хрущей (Sericini Scarabaeidae). Китай (сев.-зап. Сычуань, на высотах 2500—3300 м). Назван в честь Jaroslav Kaláb (Jinačovice, Чехия), собравшего типовую серию.

## Описание
Пластинчатоусые жуки мелкого размера (длина тела 5,4—5,6 мм; ширина 2,9—3,2 мм), имеют чёрное и блестящее тело. Усики состоят из 10 сегментов, включая 3-члениковую булаву. A. kalabi отличается от всех других известных видов рода менее блестящей поверхностью тела (спинная поверхность с отчётливой микросетчатостью).

## Таксономия
Вид был впервые описан в 2011 году немецким энтомологом Дирком Аренсом (Zoologisches Forschungsmuseum Alexander Koenig, Бонн, Германия).